# 樹林寺 (香取市)
樹林寺（じゅりんじ）は、千葉県香取市五郷内にある寺。山号を白華山といい、千手千眼観音を本尊とする臨済宗の寺である。

## 概要
寺伝によれば、本尊の夕顔観音は延長元年（923年）にユウガオより出現した霊仏であり、大治元年（1126年）には千葉常重が夢のお告げにより祖先の平良文の念持仏を本尊として、稲荷山の中腹に堂宇を建立したことが始まりとされる。
その後、建保6年（1218年）に森山城主東胤頼が堂宇を修復し、僧、宥覚が本寺を秘密の修練道場と定めた。天文元年（1533年）には覚源禅師が真言宗から禅宗に改宗した。
多胡藩主の保科正光は、当時ここの夕顔観音を深く信仰し、高遠に転封となった際、それを持ち帰ろうとしている。しかし、住民の反対にあったので、観音の模造品を作り、高遠にも同じ樹林寺という寺を作ってそこに収めた。
元禄15年（1702年）、徳川綱吉の母桂昌院は夕顔観音の霊験あらたかなるを聞き、江戸城に厨子を置き日夜信仰し、白銀20枚を賜ったという。

## アクセス
- JR成田線 小見川駅 徒歩55分